# 本気汗
『本気汗』（まじる）は、1999年10月 - 2000年9月29日までCBCラジオ（中部日本放送）で放送された夜の若者向け夜ワイド番組。

## 概要
CBCラジオの平日夜の時間帯は当時、月曜日から木曜日までは『戸井康成の生ラヂオ』『矢野印』を、金曜日は『橋本さとし Rock'n Soul Show』を放送していた。当番組の放送開始で、月曜 - 金曜日帯の夜ワイド番組枠が再び形成された。『メディアキング電波ファイター』以来の曜日別パーソナリティとなり、既に全国的展開を行っていたタレントを起用した。
番組放送終了後の2000年10月より、22:00 - 23:30はTBSラジオからのネット受けで『BATTLE TALK RADIO アクセス』を放送。『小堀勝啓のわ!Wide とにかく今夜がパラダイス』以来、続いてきた自社制作の夜ワイド番組は一旦 中断する。23:30 - 24:40は自社制作の若者向けラジオ番組『タングショー』を開始。松村邦洋と海砂利水魚が当番組から引き続き、パーソナリティを務めた。
2014年4月、CBCラジオは『ナガオカ×スクランブル』を開始。平日夜の若者向け夜ワイド番組が13年振りに復活した。

## 放送時間
- 毎週 月曜日 - 金曜日 22:00 - 25:00

## パーソナリティ
- 月曜：若狭敬一（CBCアナウンサー）、長谷川満
- 火曜：高田寛之（CBCアナウンサー）、シュード
- 水曜：海砂利水魚（現・くりぃむしちゅー）
- 木曜：松村邦洋
- 金曜：ロリータ18号

## コーナー

### 高田寛之&シュードの担当コーナー
- クラブDJ養成ギプス
- デリバリー高田
- シュードドラッグストア
- 特訓王国
- ツーアウトから送りバント!?
- サバイバルの達人

### 海砂利水魚の担当コーナー
- 大名古屋汗
- 本気魂
- AVと私

### 松村邦洋の担当コーナー
- お宝汁物アイドル
- 名古屋知ってるつもり? → アノ街ック天国
- トラトラ愛してる

## 内包番組
- KinKi Kids どんなもんヤ!（文化放送 制作）
- ぽっぷん王国ミュージックスタジアム（ニッポン放送 制作） - 金曜日はCBCラジオの自社制作番組を放送した。
- TATi de ナイト

| CBCラジオ 月曜 - 木曜 22:00 - 25:00枠                        | CBCラジオ 月曜 - 木曜 22:00 - 25:00枠 | CBCラジオ 月曜 - 木曜 22:00 - 25:00枠 |
| 前番組                                                       | 番組名                                | 次番組 |
| ------------------------------------------------------------ | ------------------------------------- | --- |
| 戸井康成の生ラヂオ （21:00 - 23:00）矢野印 （23:00 - 25:00） | 本気汗                                | BATTLE TALK RADIO アクセス （22:00 - 23:30）タングショー （23:30 - 24:40）KinKi Kids どんなもんヤ! （24:40 - 24:50）TATi de ナイト （24:50 - 25:00） |
| CBCラジオ 金曜 22:00 - 25:00枠                               |                                       | |
| 橋本さとし Rock'n Soul Show （21:00 - 25:00）                | 本気汗                                | BATTLE TALK RADIO アクセス （22:00 - 23:30）タングショー （23:30 - 24:40）KinKi Kids どんなもんヤ! （24:40 - 24:50）TATi de ナイト （24:50 - 25:00） |